# 石野真子
石野 真子 （いしの まこ、1961年〈昭和36年〉1月31日 - ） は、日本の女優、歌手。別名：石野 眞子（読み同じ）。
兵庫県芦屋市出生（本人談）、同市伊勢町出身。フロム・ファーストプロダクション所属。日本テレビ『スター誕生!』出身。第20回日本レコード大賞新人賞受賞、NHK紅白歌合戦出場歴2回。実妹に女優のいしのようこ （旧表記・石野陽子）と宝乃純(石野敦子)。

## 経歴

### 芸能界デビューまで - 1977年

#### 誕生、幼少期
みずがめ座のA型 （アイドル時期のファンクラブ会報にはO型との表記がある。編集段階でのミスか、幼少時の検査結果によるものかは不明） 。両親と妹2人の5人家族。父親はビーズ製のハンドバッグ製造会社の経営をしていた。石野が幼いころの実家では大型犬のセント・バーナード （名前は「バズ」） を飼っていて可愛がっていた」。物心ついたときから歌が好きで、このころはまだ何となくではあったが自然と「テレビの中の世界で歌いたい」と思うようになった。

#### 1973年
4月、尼崎市のカトリック系女子校の私立百合学院中学校に進学。父親は非常に躾が厳しく、中学・高校時代の門限は16時30分。帰宅後は、実家で家業手伝いをしていた（製品確認など）。

#### 1975年
中学3年後期、躾に厳しかった父親も習い事には理解を示し、歌が好きだった石野は「歌のレッスンを受けたい」と相談すると、「きちんとしたところに通うんやったら、ええやろう」と許可された。母からは「あなたは歌手に向いていると思う」と応援してくれた。平尾昌晃歌謡学院大阪校 （現在の平尾昌晃ミュージックスクール大阪校）、同校のレッスン生と週1で通うことになった。入学審査オーディションで石野が歌ったのは、アグネス・チャンの「冬の日の帰り道」。

#### 1976年
4月、百合学院高等学校に進学（同高校には2年生の2学期までの在籍。歌手デビューのため上京した2年生3学期からは都内の堀越高等学校芸能コースへ転校することになる）。この年の秋、平尾昌晃歌謡学院の講師から「本気で歌手になる気があるならオーディションを受けてみないか、君の実力ならきっと受かると思う」と勧められる。これがきっかけで日本テレビ系のオーディション番組『スター誕生!』に応募ハガキを出す。父親に「オーディションを受けてもいいかな?」と訊ねると、「どうせ落ちるやろから、まあええよ」と反対されなかった。

#### 1977年
1月26日、『スター誕生!』の予備審査と予選会を勝ち進み、本選の大阪大会（豊中市民会館、テレビ放送日1977年2月13日）に出場。ダニエル・ビダルの「天使のらくがき」を歌った。審査発表では会場の一般審査員からの得点だけで合格点を超えてしまい、阿久悠ら専門審査員を驚かせる。しかし、最終目標は後日合格者が集まって開催される「決戦大会」に出場して芸能事務所からのスカウトを受けることであり、ここでスカウトされなければ「歌が上手な一般人」で終わる。なお、この大阪大会に出場した際、バーニングプロダクションのスカウト担当者から「もし決戦大会でダメでもうちに来ませんか、責任を持って歌手に育てますから」と声をかけられていた。
3月23日、『スター誕生!』第20回決戦大会に出場（会場：東京・後楽園ホール、放送日: 1977年4月3日）。母に付き添われて上京。再びダニエル・ビダルの「天使のらくがき」を歌う。スカウト意向の芸能事務所プラカードは16社が挙がった。デビュー後はゲストとして何度も出演している。
『スター誕生!』の合格を経て、石野の所属事務所はバーニングプロダクションに決まる。
その後、約1年間をかけてデビューへの準備を行う。

### アイドル期 1978–1981年

#### 1978年
所属事務所からデビュー曲が決定したとの知らせが届き、レコーディング準備に入るため、1月7日、上京することになった。電話の受話器越しに作曲者の吉田拓郎が歌う「狼なんか怖くない」のデモテープを初めて聴き感激したという。レコーディングに関しては「狼なんか怖くない」の「レコーディング」の項を参照。
3月25日、デビュー・シングル「狼なんか怖くない」（作詞: 阿久悠/作曲: 吉田拓郎/ジャケット撮影: 篠山紀信）がビクターから発売。アイドル歌手として芸能界にデビューした。
当時のアイドルには必ずと言っていいほどキャッチフレーズが付けられており、石野に付けられたものは「100万ドルの微笑」。ファースト・アルバム『微笑（ほほえみ）』の帯にもその記述が見られる。
また、八重歯と垂れ目であることがチャームポイントとしてデビュー時の頃からマスコミにピックアップされており、八重歯に関しては（1985年）にすでに歯列矯正したものの、後年もそのイメージで追憶される（ § 八重歯タレント）。
6月25日、シングル2作目「わたしの首領」（わたしのドン）発売。この1，2曲目は振付を土居甫が担当した。
8月27日、西武園(埼玉県所沢市)で「宿題なんか怖くない、1万人大集会」開催。ファンの集いを兼ねたこのコンサートは「石野真子のドンとやってみよう、というタイトルで中高生をターゲットに開催したもので、石野の歌を楽しむ一方、大学教授を招き夏休みの宿題対策を冗談を交えて行う企画だった。集まったファンへのプレゼントとして夏休み期間のお天気情報（天候、気温、湿度）が配られた。
10月2日、銀座音楽祭アイドル賞受賞。
10月5日、シングル3作目「失恋記念日」発売。
10月12日、新宿音楽祭金賞受賞。
10月22日、初めて出演する映画『九月の空』が松竹大船撮影所にて撮影開始。高橋三千綱の芥川賞受賞作品『九月の空』を映画化したもので、山根成之監督作品。主人公の高校生・小林勇（坂東正之助）に淡い憧れを抱く初々しい女子高生の松山小夜子役。また、石野の所属事務所先輩の郷ひろみが、ライバル高校の剣道部員役で友情出演している。この映画には主演の坂東正之助とのキスシーンがあったが、元来恋愛に奥手でプライベートですらキスの経験がなかった石野は撮影当日、相当緊張した。キスシーンの撮影自体は1度でOKを出せたものの、本番後の石野は大粒の涙を流した。
10月25日、横浜音楽祭新人賞受賞。
11月15日、日本歌謡大賞放送音楽新人賞受賞。
11月18日、マスコミ関係者を招き東京プリンスホテルにて「早く来い来い、クリスマス・ホームパーティ」を開催。これは石野サイドが普段お世話になっているマスコミ関係者とその家族に感謝の意を表して企画した“ちびっ子サービスを交えたアットホームな歌のショー”である。
12月2日、映画『九月の空』が松竹系映画館で公開。
12月31日、「失恋記念日」が第20回日本レコード大賞（TBSテレビ・ラジオ）新人賞を受賞。その後、ビクターレコードの先輩歌手で、かつ石野と同じ『スター誕生!』の出身者でも有る、日本テレビ系列特別番組『ピンク・レディー汗と涙の大晦日150分!!』へ、ゲスト生出演した。

#### 1979年
1月11日、イタリア・サンレモ音楽祭に出演（新宿音楽祭金賞受賞者が派遣されていた）。
1月25日、シングル4作目「日曜日はストレンジャー」発売。バーニングプロダクションの当時のプロデューサー小口が企画段階から「次のシングルは徹底的に明るい歌にする」としていた作品。
1月31日、TBSの連続テレビドラマ、水曜劇場『熱愛一家・LOVE』に出演が決まり、撮影初日。石野がスタジオに姿を現すと、照明が消えてハッピー・バースデーの曲が流れ、バースデー・ケーキにロウソクが灯り共演者や撮影スタッフから拍手が沸き起こる。18回目の誕生日をサプライズ企画で祝ってもらい感激したという。
2月14日、TBS水曜劇場『熱愛一家・LOVE』放映開始。石本家の末娘、高校生のみどり役で出演。
ドラマデビューとなった『熱愛一家・LOVE』出演について後年の取材コメントで、「当時は“女優”とか“演じる”とかの意識はほとんどなかったのですが、現場がものすごく楽しかったのはよく覚えています。森光子さんや泉ピン子さん、西田敏行さんとか、素晴らしい俳優さんたちに囲まれて、私は能天気に本当に自由に伸び伸びとやらせていただいたので、NG出したらどうしようかとか先輩が怖いとか、そういうのは全くありませんでした」（2009年4月、YOMIURI ONLINE）
4月5日、シングル5作目「プリティー・プリティー」発売。
6月25日、水着姿で出演した日本テレビ系『紅白歌のベストテン』の中で、「（自分は）スタイルが悪いので水着を選ぶのに苦労する」とコメント。
7月5日、シングル6作目「ワンダー・ブギ」発売。
7月16日、野球チーム「PRETTIES」結成。このチームのユニフォーム姿でフジテレビ系『夜のヒットスタジオ』に出演して「ワンダー・ブギ」を歌ったことがある。
8月23日、「第5回日本テレビ音楽祭」開催。デビュー2年目の歌手の中で最も活躍した歌手に与えられる「金の鳩賞」を受賞する。石野は前年の新人賞に続いての受賞。「ワンダー・ブギ」を披露。
8月、週刊TVガイドのチャリティーオークションに出品したペンケースとボールペンが140,851円で落札される。
9月25日、シングル7作目「ジュリーがライバル」発売。この曲のレコーディングで「石野は感情の入れ方が上手くなった」と周囲のスタッフが感じ始める。
10月27日、TBSラジオ『真子のワンダーランド』出演（毎週土曜17時30分〜、〜1981年4月4日）
12月31日、「第30回NHK紅白歌合戦」（NHK総合・ラジオ第1）に『ジュリーがライバル』で初出場。石野は紅組のトップバッターとなり、この年の紅白歌合戦1曲目を歌った。

#### 1980年
1月1日、シングル8作目「春ラ!ラ!ラ!」発売。この曲は自己最大のヒットとなる。
1月13日、ニッポン放送『真子と水島裕のスマッシュ・ルンルン』出演（毎週日曜17時〜、〜1980年10月5日）。
3月3日、堀越高等学校を卒業。デビュー直後から多忙になり、単位不足で1年留年した後の卒業であった。留年後の同期卒業生には、渋谷哲平、岩崎良美、レコードデビュー直前の松田聖子（NHKレッツゴーヤングのサンデーズで活躍中）がいた。
3月21日、テレビ朝日系列の連続ドラマ『なさけ坂旅館　一日三食人情つき』放送開始（金曜21時〜、〜9月26日（全26回））。東京神楽坂にある旅館「丸川」を舞台に三代の女系家族（主演は山田五十鈴、共演者に市原悦子、石野）が織り成す人情ドラマ。前年出演のドラマ『熱愛一家・LOVE』に続いて共演者に恵まれた。
4月5日、シングル9作目、「ハートで勝負」発売。オリコン週間ランキングは自己最高の15位に上昇した。
4月13日、NHK総合『レッツゴーヤング』（毎週日曜18時〜）の新司会（榊原郁恵の後任）を太川陽介と共に務めた（〜1981年3月7日）。
5月25日、東芝日曜劇場「およめちゃん」に初出演（共演：山村聰・おりも政夫、脚本：折戸伸弘、演出：鴨下信一、プロデューサー：石井ふく子）
7月5日、シングル10作目「めまい」発売。
8月28日、日本テレビ系列第6回『日本テレビ音楽祭』のトップ・アイドル賞を受賞。
8月30日 - 31日、日本テレビ系の24時間テレビ 愛は地球を救う3でメインパーソナリティーを務める。
9月21日、シングル11作目「彼が初恋」発売。
11月21日、自身初となる両A面のシングル12作目「フォギー・レイン/恋のハッピー・デート」発売。なお「恋のハッピー・デート」は、当時の流行グループ歌手だったノーランズのカバー曲で、元のタイトルは「Gotta Pull Myself Together」。歌番組での石野は「恋のハッピーデート」を披露することが多かった。
12月31日、「第31回NHK紅白歌合戦」（NHK総合・ラジオ第1）に2年連続2度目の出場を果たし、「ハートで勝負」を熱唱

#### 1981年
2月5日、1981年で最初となる13作目のシングル「思いっきりサンバ」をリリース。
3月中旬より、日本テレビ系『スター誕生!』の新司会を坂本九と共に務める（4月12日放送）。4月21日、14作目のシングル「彩りの季節」をリリース。
6月、シンガーソングライター・フォーク（当時）歌手の長渕剛と婚約・結婚を前提に交際宣言を発表。その際石野は同年8月末をもって、歌手活動を含めた芸能界からの引退を表明する。
6月21日、2ヶ月連続リリースの第1弾としてシングル・15作目の「恋のサマー・ダンス」を発売。
それから1か月後の7月21日、2ヶ月連続リリースの第2弾シングル・16作目「バーニング・ラブ」発売。これが石野のアイドル時代で最後に発売したシングルとなった。
7月26日、金沢市観光会館を皮切りに「Bye-Bye MAKO グッドラック・コンサート」が全国縦横18ヵ所で公演。8月30日、「Bye-Bye MAKO グッドラック・コンサート」最終日（渋谷公会堂）。日本テレビ「日曜スペシャル・いよいよ引退!石野真子ラストコンサート」でその様子がテレビ生中継された。当時、女性アイドル歌手（デュオ・グループを除く）の「引退コンサート」としてテレビで生中継されたのは、山口百恵と石野の2人だけだった。
9月6日、日本テレビの『スター誕生!』最後の司会を務める回の放送日（録画）。この回の収録では番組サイドが石野の引退に配慮して、「石野真子ヒット・メドレー」のコーナーを番組内に組んでいる。「わたしの首領」「プリティー・プリティー」、「彩りの季節」の3作をメドレーで歌い、最後に「バーニング・ラブ」を披露した。

### 芸能界一時引退 1981年 - 1983年
芸能活動引退直後の1981年9月、長渕剛との婚約記者会見を行う。石野は幼いころから、幸せな結婚をして家庭に入ることが夢のひとつであった。また、長渕から「家庭に入って欲しい」と望まれたこともあり、結婚出来るのであれば喜んで芸能界を未練なく去る気持ちだったという。
長渕剛との出会いは、シングル「順子/涙のセレナーデ」が大ヒット中だった1980年、ニッポン放送『長渕剛のオールナイトニッポン』でパーソナリティを務めていた長渕の希望を受けて、番組の構成作家だった秋元康が石野のゲスト出演をセッティングしたことがきっかけ。番組内で二人が意気投合したことから、後に交際に発展した。また、長渕は石野との関係を自身のシングル8作目「二人歩記（ふたりあるき）」という歌に残している。
石野と長渕の結婚式は当初ロサンゼルスにあるガラスの教会として有名な「ウェイフェラーズチャペル」」で1982年1月15日に行われる予定だった。しかし長渕の母の体調が悪くなったため延期となった。石野には「二十歳の花嫁」に強く憧れがあったため、21歳の誕生日（1月31日）よりも前に挙式したいと希望した。その希望を叶えるべく、1982年1月22日の挙式となった。結婚式の仲人を務めたのは長渕の師匠である吉田拓郎と浅田美代子夫妻（当時、のちに離婚）。吉田は石野のデビュー当時の楽曲提供者であり、石野にとっての恩師でもあった。
挙式直後、当時のワイドショーテレビ番組「3時のあなた」の記者のインタビューでは、長渕は「やっと自分のものになった。うちはもう亭主関白でいきます!」とコメントした。仲人の吉田拓郎は「どんな結婚式に映りましたか?」との質問に対し、「やっぱり僕の知っている長渕剛からいくと見たことのない長渕剛でした。非常に傲慢さのないですね、非常に硬くなっている印象で、初めて見ました」と発言。
しかし結婚後の二人は、様々な見解の相違を表面化させていく。長渕剛からの度重なる家庭内暴力や長渕の母との確執などが原因で、週刊誌でも大きく取り沙汰されるようになり、結局二人の結婚生活は僅か2年持たずにピリオドが打たれた。1983年3月、既に長渕と別居していた石野は、同年5月に長渕との離婚を決意、結果として石野の“芸能界引退”は一時的なものとなった。
なお石野の芸能活動引退時、1981年12月に「私のしあわせ PARTII」、1982年9月には“引退1周年記念盤”と題して「明日になれば」と、各シングルをリリースしている。

### 芸能界復帰以降 1983年 -

#### 1983年
1983年5月、離婚と同時に芸能界へ復帰の記者会見を開き、本格的な芸能活動の再開を発表する。主に女優として活動し、所属事務所はデビュー時のバーニングプロダクションと同じグループ会社のフロム・ファーストプロダクションへ移籍。会見には「およめちゃん」のプロデューサーでもある石井ふく子が同席し、時折涙を見せた石野にハンカチを差し出した。石井ふく子プロデュースの東芝日曜劇場「ねえちゃんの夏」 が復帰作品。
9月25日、『スター誕生!』の最終回に他の卒業生らと出演。
10月スタートのTBSテレビドラマ『胸さわぐ苺たち』に三姉妹の次女役で出演、小林麻美や根津甚八らと共演、女優としても人気を博す。
11月14日、フジテレビ系列『笑っていいとも!』のテレフォンショッキングのコーナーに、鶴見辰吾からの紹介で初出演。仕事の宣伝としては、初めての舞台芝居となる「おしん」のポスターを持参した。翌火曜日へのお友達紹介では、1980年にテレビドラマで共演した林隆三の自宅へ石野自身が直接ダイヤルしてバトンタッチした。

#### 1985年
歌手活動を本格的に再開する。4年ぶりのシングル「めぐり逢い」（19作目、リリースは6月21日）を発表。10月30日、フジテレビ系列の音楽番組『夜のヒットスタジオDELUXE』放送。1981年8月31日放送の“さよなら引退”以来の4年ぶり出演で、「めぐり逢い」を披露。この日、石野は黒いドレス姿で登場したが、歌の最中にこのドレスの肩の部分がズリ落ちてしまうハプニングに見舞われて必死に耐えながら歌った。

#### 1986年
1月5日、NHK総合の大河ドラマ『いのち』放送開始（1月5日 - 12月14日、日曜20時〜）。東京大空襲で足が不自由になった高原佐智（サチ）役を石野が演じて好評を得る。後年、中南米の国キューバでも『いのち』がテレビ放映され視聴率が80%を記録。「イシノマコ」は同国で知名度の高い日本人の一人になった。
4月7日、日本テレビ『歌のトップテン』の初代司会者を、徳光和夫と共に約1年間担当（翌1987年3月30日まで）。なお9月1日、元夫の長渕剛が「注目曲コーナー」で同番組に生出演。長渕が直接「元気?」と尋ねると石野は「元気」と頷きながら答え、長渕が「SUPER STAR」を歌唱する直前、石野は「頑張って!」と励ましの声を掛けていた。

#### 1987年
7月21日に2年ぶりとなる「ガラスの観覧車」、3か月後の10月21日「空にカンバス」と各シングルをリリース。それ以降歌手活動は暫く休養し、女優業に専念する。

#### 1990年-1999年
1990年、舞台共演がきっかけで親しくなった広岡瞬と2度目の結婚をしたものの1996年に離婚（石野にとって2度目の結婚と離婚）。
1990年代の女優時代には、刑事ドラマに出演する際に犯人役で登場することが多かった（「石野真子がまた犯人役で出ていて、結末のわかる配役に疑問」といった投書が新聞に掲載されたことがある）。

#### 2000年-2003年
元極真空手全日本チャンピオンでその後は不動産会社や警備会社を経営し、岸和田市議、新進党大阪府第18総支部会長、新進党大阪府連常任幹事を務めていた大西靖人と石野は愛人関係になった。やがて大西が2003年（平成15年）1月22日に肝炎から進行した肝臓ガンで死去すると葬儀の会場には“未亡人と共に臨終を看取った”石野の姿もあった。
2003年後半以降、16年ぶりに歌手活動を本格的に再始動。同年末の12月30日、「ザ・ベストテン復刻版スペシャル2003」に出演。同期（1978年度）デビューの渡辺真知子と共に登場し、「春ラ!ラ!ラ!」を歌唱披露した。

#### 2004年-2008年
2003年の歌手活動本格再開以降、2010年までにアルバム6枚、シングル4枚（2004年のクリスマスライブ限定シングルを含む）をリリース。コンサート活動は「キリスト品川教会グローリア・チャペル」でのクリスマスコンサートが毎年恒例となる。
2004年、テレビ朝日系列の特撮テレビドラマ『特捜戦隊デカレンジャー』に、白鳥スワン役でレギュラー出演。サウンドトラック収録曲「MOTHER UNIVERSE」を、歌：白鳥スワン名義で歌っている。また、劇中では得意の算盤を披露していた。
2008年3月25日、デビュー30周年記念コンサート「昨日・今日・明日」を開催（原宿クエストホール）。当日は「狼なんか怖くない」発売満30年目の記念日であった。コンサート会場には遠方各地から大勢のファンが足を運んだ。中には“特攻服に緑色の鉢巻き姿”のかつての親衛隊も復活していた。また、実際に石野の親衛隊をしていた俳優の嶋大輔も観客席に姿を現していた。日本テレビの取材に対して石野は、「応援していただいて嬉しい。（30年間は）本当にあっという間のような気もしますが…、あの日に今日の日が来るなんて想像もしていなかった」とコメントを寄せた。
2008年3月26日、前日の記念コンサートに続き、石野のデビュー30周年記念CD BOX『Mako Pack -Premium-』が発売（CD7枚+DVD2枚組の完全限定生産盤。製作・発売元はビクターエンタテインメント）。このCD BOXのジャケット写真は、1980年発売のシングル8作目「春ラ!ラ!ラ!」のジャケット撮影時の別ショットを使用している。
2008年12月23日、「東京タワー開業50周年記念のイベント」に出演、「東京タワー開業50周年 公式応援ソング」を披露する。2008年12月24日、「東京タワー開業50周年 公式応援ソング」が発売される。

#### 2009年
『Newsweek』（ニューズウィーク日本版、2009年7月8日）の特集「世界が尊敬する日本人100人」に選ばれた。これはNHK大河ドラマ『いのち』がキューバで視聴率80%を記録するなど、キューバで人気が高いことから選出されたもの。
8月7日、歌と舞台の融合ライブ『Singact 2009 Pan Dora 〜真子の反抗期〜』を東京青山の草月ホールで上演、のちにDVDとしてリリース。

#### 2010年
1月、国内の女性ボーカリストによるカーペンターズのカバー曲集「カーペンターズ　フォーエバー」に参加、同名イベントコンサートにも出演。
4月、『Singact 2009 Pan Dora 〜真子の反抗期〜』DVD発売記念として渋谷でライブを開催。当初予定日のライブチケットが完売となったため、翌日の追加公演が決定した。このライブで、夏に29年振りのライブツアー開催を告知。
7月、札幌を皮切りに全国9カ所のライブツアーを実施。6月には、このライブの告知と同月発売のシングル発売を記念して、全国のレコード店やイベントスペースでインストアイベントとしてミニライブとサイン会&握手会開催。シングルは、オリコンのインディーズチャートにおいてチャートインも果たした。また、ライブツアー終了後もアルバム発売イベントという形で10月まで各地でキャンペーンを実施。9月には、このライブツアーを追ったドキュメント番組が、BSフジにて放送された。
12月、毎年恒例となっている品川グローリアチャペルでのクリスマスコンサートが、会場をサントリーホール「ブルーローズ」に変更して開催された。

#### 2011年
2月、ミュージカル『ヒロイン 〜女たちよ タフであれ!〜』に榊原郁恵、早見優、松本伊代とともに出演（元アイドルグループ「ミューズ」が25年振りに再結成するというストーリーのミュージカル）。アイドルグループ解散後、番組レポーターなどを経て、メイド喫茶のオーナーとなった「ピーチ」役
8月、日本で人気の特撮番組『特捜戦隊デカレンジャー』（2004–2005年、上述）を米国でリメイクしたテレビ番組シリーズである「Power Rangers」シリーズ『Power Rangers: S.P.D』が日本に逆輸入されたとき、吹き替えのいうちナレーターを担当。
9月、大阪・心斎橋で、『FATHER MUSIC!! Presents!!“まいにちうたがうたえたら”』にゲスト出演。
12月、『石野真子 Christmas Concert 2011』が浜離宮朝日ホールで開催された。

#### 2012年
2012年2月、岐阜県の長良川温泉「ホテルパーク」にてディナーショーを開催（2回公演）同月、ミュージカル『ヒロイン 〜女たちよ タフであれ!〜』が『Newヒロイン』として上演。再演ではなく新ストーリーでの公演。東京、熊本、山口、大阪、名古屋の5会場で公演。
5月、佐藤健、石原さとみ主演の舞台「ロミオ&ジュリエット」にキャピュレット夫人役で出演。
8月2日、浜離宮朝日ホールで毎年開催される『Premium meets Premium 2012』でライブ開催。12月27日、浜離宮朝日ホールにて、『石野真子Concert2012』を開催する。

## 八重歯タレント
アイドル歌手“石野真子”が、デビューした時のキャッチフレーズは「百万ドルの微笑」で、トレードマークは、タレ目と見事な2本の八重歯だった。所属事務所のバーニングプロダクションは、石野をそのまま八重歯のアイドルとして売り出した。色紙にサインを書く時などは、自身に見立てた“タレ目で八重歯”の女の子のイラストを書き添えることがあった。また、そのイラストを基にしたステッカーやワッペンなどの石野グッズも販売されていた。1979年7月に結成した石野真子の野球チーム「PRETTIES」のユニフォームのワッペンにも、このイラストが使用された。20世紀の八重歯タレントとしては、小柳ルミ子、梓みちよ、国広富之、河合奈保子、芳本美代子、坂上香織、古くは美空ひばり、石原裕次郎なども挙げられる。“タレ目で八重歯のタレント”といえば石野を指した。
当時、八重歯が相当な牙（キバ）だったことを示す本人のコメント。「薄ーいコップって有りますよねぇ。それでお水を飲もうと思って半分まで飲んだんです。底にちょっとしか残ってなかったんで、一気にクイっと飲もうと思ったんですよ。それが八重歯の間にちょうどコップの飲み口がカチッと挟まったまま、手だけ上にクッと上げたから、テコの要領でガラスが口の中で割れちゃったんです。バリッという感じで、お水がバッ!と弾けましてね、ビックリしました」。
デビュー2年目に出演したTBSの連続ドラマ『熱愛一家・LOVE』のワンシーンには、結婚式を控えた石本みどり（石野の役）が夢の中で鏡に向ってマジマジと自分の顔を見つめる場面の台詞に、「タレ目がこう上がって、ダンゴ鼻がとんがって、この牙を抜いて、これだけ整形したら美人になれるかなー?…この牙!どうにかならないかなぁ」と呟くシーンがある。
八重歯タレントの多くは歯列矯正して八重歯を卒業してしまうケースが多く、石野も例外ではない。トレードマークだった2本の八重歯は1985年に矯正、美しい歯並びに直した。1985年10月30日、フジテレビの『夜のヒットスタジオDELUXE』に出演して新曲『めぐり逢い』を披露した際に、司会の芳村真理・古舘伊知郎から「八重歯はどうしたの?」と訊かれると、「そう、削っちゃったの」と軽く口元を見せ、歯列矯正した事を認めている。

## アイドルとして
石野が歌手デビューした1978年当時、日本の音楽界はニューミュージックやテクノポップの拡大時期で、正統派アイドル歌手にとっては“冬の時代”だった。同年暮れ、第20回日本レコード大賞の新人賞受賞曲は石野の『失恋記念日』のほか、渋谷哲平の『Deep』、中原理恵の『東京ららばい』、さとう宗幸の『青葉城恋唄』がノミネートされたが、最優秀新人賞に輝いたのは、シンガーソングライター・渡辺真知子の『かもめが翔んだ日』だった。また石野自身、デビュー後のレコードセールスではオリコンチャートにベスト10入りしたことは一度も無かった（オリコン週間最高位は「ハートで勝負」の15位）。
それでも、当時日本の女性アイドルとしての人気はトップクラスで、テレビ出演は音楽番組の他、ドラマやバラエティ番組やCMも含めて出演頻度が多かった。NHK『レッツゴーヤング』の司会、日本テレビ系列の24時間テレビ 愛は地球を救う3のメインパーソナリティも担った。また、ラジオ番組のパーソナリティも務めていた。人気アイドル投票などでは1位を獲得し、明星や平凡をはじめとする、各種雑誌のピンナップや付録ポスターにも頻繁に登場した。1980年8月放映の『日本テレビ音楽祭』では「トップ・アイドル賞」を受賞している。
20歳になった1981年に長渕剛との結婚が決まった。「家庭に入って欲しい」という長渕の希望と、「家庭に納まって平穏な日々を送ること」の自身の夢が合致したこともあり、迷うことなく芸能界を引退を決意。デビュー以来3年半という短いアイドル歌手時代に幕を引いた。
結婚引退直前には、セミヌードグラビアが雑誌「GORO」に掲載された。「週刊プレイボーイ」では乳首が透けた水着姿のグラビア写真も公開された。
「GORO」セミヌードグラビアは、アイドル引退前年の秋（19歳時）に、山中湖で篠山紀信によって撮影された。従来の正統派アイドルのイメージを覆すアダルトな世界を模索し、背中を大きく露出したり、バストトップを見せるなどの大胆なショットになった。1981年8月に公開されたヌードグラビアについては、グラビア掲載後に出演したラジオ番組の中で「まさか（バストトップが）写っていたとは思わなかった」と釈明すると共に、本人に承諾なく掲載されたことに憤りを感じていると語り、ファンに対して涙声で謝罪した。
2011年にはイオン×ワコールが選ぶ「美胸大賞」（50代の部）を受賞している。

## エピソード
中学1年のころ、日曜日の午前11時に放映されていた日本テレビ系列のオーディション番組『スター誕生!』をよく見ていた。同番組から歌手デビューした白いエンジェル・ハットの桜田淳子の活躍を見て「私もあんなふうにテレビに出たい」と密かに決意する。
中学時代に自宅でよく歌っていたのがアグネス・チャンの「ひなげしの花」。初めて買ったレコードが荒井由実の「あの日にかえりたい」だった。
1976年ころにデビュー前の川崎麻世と文通をしていた。この時期二人は、共に平尾昌晃歌謡学院大阪校へ通う生徒だった。
1977年3月27日、デビュー2日目にフジテレビ系列の音楽番組『夜のヒットスタジオ』に出演。「狼なんか怖くない」を歌い終えた石野に対し、司会者の芳村真理は「いやー真子ちゃん、デビューして2日目!ご苦労様でした!」と声をかけている。
デビューからしばらくの間、石野が仕事の移動で使っていた車はマネージャーの井上が運転する「フォルクスワーゲンの真っ赤なビートル」。これは所属事務所の1年先輩の高田みづえが使用していた車を譲り受けたもの。また、当時は極度の男性恐怖症があり、男性マネージャーと2人で車に乗っている時はいつでも車から飛び降りられるように助手席のドアノブを握っていた。
1978年8月、デビューシングルと2作目を作曲した吉田拓郎がパーソナリティーを務めるラジオ番組『セイ!ヤング』にゲスト出演。本番中のCM開けのジングル「♪セ〜イ!ヤ〜ング♪」を口ずさんだ石野は吉田から「そうやって、いつも歌ってるわけ?」と尋ねられ、「子供のころからいつも歌っています」と告白。また、自分を動物に例えると何?とのリスナーの質問に、石野が「タヌキ…じゃないですか?」と答えると、吉田は「僕は自分をカモシカだと思ってますけどね」と応じて石野を笑わせた。また吉田は番組内で石野について「あなたは頭が良い」「あなたはラジオよりテレビのほうが面白い!」と称賛した。
1978年当時披露した物まね芸に、アメリカ人美女プロゴルファー「ローラ・ボー」（1978年8月、文化放送『吉田拓郎のセイ!ヤング』で披露。当時流行した日清製油 (現・日清オイリオグループ)のテレビCMに出演した）の歌真似と、「アグネス・チャン」（1979年7月20日、日本テレビ『カックラキン大放送!!』で披露） などがあった。
1979年12月、仕事で札幌に行った時に偶然ペットショップで黒いプードルの子犬を見かける。「黒いフサフサの毛が、可愛くって可愛くって堪らなかった」ので、石野はマネージャーに相談し購入を決定（年明け1980年1月にその子犬をマネージャーの婚約者が東京まで運び、石野の元に届けられる）。子犬は「ツン」と名付けられた（名前の由来は二説あり、（1）初め呼んでもツンとしていたから、（2）歩くと足の爪が「ツンツン」と音を立てるから）。
1980年3月10日、芦屋市の実家が失火で全焼する。出火当時、石野は静岡県内で開催された千昌夫ショーにゲスト出演していて、終了後にスタッフから「家が全焼した」と連絡を受け、涙ぐんだという。

### 著名人のファン
最初の夫である長渕剛がデビュー後間もない1978年当時、福岡県北九州市のライブハウスに飛び入りで現れた際、MCで「俺は将来、石野真子を嫁さんにする。」と発言している。
バーニングプロダクション、ビクター音楽産業 の後輩である小泉今日子は、デビュー当時のプロフィールにおいて石野が憧れだと公表していた。日本テレビ『スター誕生!』に挑戦した小泉は、決戦大会で石野の「彼が初恋」を歌った。元アイドルの堀ちえみ（2003.12.31 テレビ朝日『鶴瓶とロンブーの年越しイベント』）や芳本美代子（2007.7.14 テレビ東京『夏の北海道期間限定列車で行く旅』）も、「石野真子さんに大変憧れて芸能界へ入った」と語っている。
ダウンタウンの浜田雅功（2007年6月21日、よみうりテレビ『ダウンタウンDX』）は、石野の熱狂的なファンであると公言し、頻繁にメールのやり取りをする間柄であることを浜田の番組『ごぶごぶ』に石野が電話出演した際に明かしている。
元歌手で俳優の嶋大輔は、アイドル時代の石野の親衛隊をしていたと語っている（2006年5月18日、NHK総合『きよしとこの夜』）。また、新米の親衛隊員だったころに大磯ロングビーチで行われたショーの場所取りで熱中症にかかり救急車で搬送されたことがある、と石野のデビュー30周年記念CD BOX『Mako Pack -Premium-』のブックレットに寄稿した中に記している。
爆笑問題の太田光は、「石野真子の所属事務所にファンレターを送り、返信の葉書を本人から頂いた」と証言（2002年4月、フジ ザ・ジャッジ! 〜得する法律ファイル『コレって罪じゃないの!?』）。
フジテレビ系列の音楽番組『夜のヒットスタジオ』の司会者だった芳村真理は石野が憧れた先輩の一人で親交も深い。石野は芸能界デビュー後たった2日目の1978年3月27日に『夜のヒットスタジオ』に出演をしている。同番組の最終回に出演した際には「他の番組ではアイドル歌手としてしか扱ってくれなかった中で、真理さんだけは一人の大人、一人の女性として接してくれたことがとても嬉しかった」と芳村へ敬意を込めたコメントを残した。
沢村一樹は、「スター誕生」でデビューした沢山のアイドルの中で、石野真子さんが一番大好きでした。と語っている（日本テレビ「スター誕生の★瞬間」2012年2月28日）。

## ディスコグラフィ

### シングル
| #            | 発売日          | A/B面    | タイトル                                | 作詞                  | 作曲                     | 編曲         | 最高順位 | 規格品番   |
| ビクター     | ビクター        | ビクター | ビクター                                | ビクター              | ビクター                 | ビクター     | ビクター | ビクター   |
| ------------ | --------------- | -------- | --------------------------------------- | --------------------- | ------------------------ | ------------ | -------- | ---------- |
| 1            | 1978年 3月25日  | A面      | 狼なんか怖くない                        | 阿久悠                | 吉田拓郎                 | 鈴木茂       | 17位     | SV-6380    |
| 1            | 1978年 3月25日  | B面      | ひとり娘                                | 阿久悠                | 吉田拓郎                 | 馬飼野康二   | 17位     | SV-6380    |
| 2            | 1978年 6月25日  | A面      | わたしの首領                            | 阿久悠                | 吉田拓郎                 | 馬飼野康二   | 26位     | SV-6433    |
| 2            | 1978年 6月25日  | B面      | いたずら                                | 阿久悠                | 吉田拓郎                 | 馬飼野康二   | 26位     | SV-6433    |
| 3            | 1978年 10月5日  | A面      | 失恋記念日                              | 阿久悠                | 穂口雄右                 | 穂口雄右     | 24位     | SV-6478    |
| 3            | 1978年 10月5日  | B面      | 決定的瞬間                              | 阿久悠                | 穂口雄右                 | 穂口雄右     | 24位     | SV-6478    |
| 4            | 1979年 1月25日  | A面      | 日曜日はストレンジャー                  | 阿久悠                | 筒美京平                 | 筒美京平     | 19位     | SV-6537    |
| 4            | 1979年 1月25日  | B面      | 悲しきエンゼルス                        | 阿久悠                | 筒美京平                 | 筒美京平     | 19位     | SV-6537    |
| 5            | 1979年 4月5日   | A面      | プリティー・プリティー                  | 阿久悠                | 筒美京平                 | 船山基紀     | 26位     | SV-6559    |
| 5            | 1979年 4月5日   | B面      | ハイスクール・クィーン                  | 阿久悠                | 筒美京平                 | 船山基紀     | 26位     | SV-6559    |
| 6            | 1979年 7月5日   | A面      | ワンダー・ブギ                          | 阿久悠                | 馬飼野康二               | 馬飼野康二   | 22位     | SV-6606    |
| 6            | 1979年 7月5日   | B面      | 空とぶお嬢さん                          | 阿久悠                | 馬飼野康二               | 馬飼野康二   | 22位     | SV-6606    |
| 7            | 1979年 9月25日  | A面      | ジュリーがライバル                      | 松本礼児              | 幸耕平                   | 萩田光雄     | 24位     | SV-6635    |
| 7            | 1979年 9月25日  | B面      | 白いオルゴール                          | 松本礼児              | 幸耕平                   | 福井峻       | 24位     | SV-6635    |
| 8            | 1980年 1月1日   | A面      | 春ラ!ラ!ラ!                             | 伊藤アキラ            | 森田公一                 | 竜崎孝路     | 16位     | SV-6675    |
| 8            | 1980年 1月1日   | B面      | 恋のジョギング                          | 松本礼児              | 幸耕平                   | 船山基紀     | 16位     | SV-6675    |
| 9            | 1980年 4月5日   | A面      | ハートで勝負                            | 松本礼児              | 馬飼野康二               | 馬飼野康二   | 15位     | SV-6718    |
| 9            | 1980年 4月5日   | B面      | お嫁にもらって下さいませんか            | 泉朱子 島エリナ       | 岩久茂                   | 船山基紀     | 15位     | SV-6718    |
| 10           | 1980年 7月5日   | A面      | めまい                                  | 有馬三恵子            | 川口真                   | 船山基紀     | 24位     | SV-7020    |
| 10           | 1980年 7月5日   | B面      | VIVA! サンシャイン                      | 伊藤アキラ            | 林哲司                   | 林哲司       | 24位     | SV-7020    |
| 11           | 1980年 9月21日  | A面      | 彼が初恋                                | 有馬三恵子            | 筒美京平                 | 矢野立美     | 22位     | SV-7047    |
| 11           | 1980年 9月21日  | B面      | 私のしあわせ                            | 石野真子 荒木とよひさ | 三木たかし               | 船山基紀     | 22位     | SV-7047    |
| 12           | 1980年 11月21日 | 両 A面   | フォギー・レイン                        | 三浦徳子              | 馬飼野康二               | 馬飼野康二   | 27位     | SV-7066    |
| 12           | 1980年 11月21日 | 両 A面   | 恋のハッピー・デート                    | 森雪之丞              | B.Findon M.Myers B.Puzey | 矢野立美     | 27位     | SV-7066    |
| 13           | 1981年 2月5日   | A面      | 思いっきりサンバ                        | 有馬三恵子            | 筒美京平                 | 大村雅朗     | 42位     | SV-7085    |
| 13           | 1981年 2月5日   | B面      | 雨の日のジュテーム                      | 橋本淳                | 筒美京平                 | 筒美京平     | 42位     | SV-7085    |
| 14           | 1981年 4月21日  | A面      | 彩りの季節                              | 有馬三恵子            | 川口真                   | 船山基紀     | 35位     | SV-7106    |
| 14           | 1981年 4月21日  | B面      | 初夏が一番!                             | 伊藤アキラ            | 森田公一                 | 大村雅朗     | 35位     | SV-7106    |
| 15           | 1981年 6月21日  | A面      | 恋のサマー・ダンス                      | 森雪之丞              | 鈴木キサブロー           | 萩田光雄     | 41位     | SV-7125    |
| 15           | 1981年 6月21日  | B面      | 恋はおしゃれに                          | 真樹のり子            | 林哲司                   | 林哲司       | 41位     | SV-7125    |
| 16           | 1981年 7月21日  | A面      | バーニング・ラブ                        | 松本礼児              | 幸耕平                   | 萩田光雄     | 38位     | SV-7144    |
| 16           | 1981年 7月21日  | B面      | ボンボン・ブーケ                        | イルカ                | イルカ                   | 大村雅朗     | 38位     | SV-7144    |
| 17           | 1981年 12月20日 | A面      | 私のしあわせ PARTII                     | 石野真子              | 石野真子                 | 矢野立美     | 56位     | SV-7188    |
| 17           | 1981年 12月20日 | B面      | GOOD-BYEは出発                          | 岡田冨美子            | 土持城夫                 | 土持城夫     | 56位     | SV-7188    |
| 18           | 1982年 9月21日  | A面      | 明日になれば                            | 伊藤アキラ            | 穂口雄右                 | 船山基紀     | 52位     | SV-7252    |
| 18           | 1982年 9月21日  | B面      | マコ・パック                            | -                     | -                        | -            | 52位     | SV-7252    |
| 19           | 1985年 6月21日  | A面      | めぐり逢い                              | 松本隆                | 上田知華                 | 井上鑑       | -        | SV-9063    |
| 19           | 1985年 6月21日  | B面      | ミモザの季節                            | 安井かずみ            | 加藤和彦                 | 井上鑑       | -        | SV-9063    |
| 20           | 1987年 7月21日  | A面      | ガラスの観覧車                          | 売野雅勇              | 林哲司                   | 新川博       | -        | SV-9267    |
| 20           | 1987年 7月21日  | B面      | 海色のパセティック                      | 原真弓                | 林哲司                   | 新川博       | -        | SV-9267    |
| 21           | 1987年 10月21日 | A面      | 空にカンバス                            | 川村真澄              | 渡辺博也                 | 渡辺博也     | -        | SV-9287    |
| 21           | 1987年 10月21日 | B面      | 雨垂れはイヤリング                      | 川村真澄              | 渡辺博也                 | 渡辺博也     | -        | SV-9287    |
| 2000年代以降 |                 |          |                                         |                       |                          |              |          |            |
| 22           | 2001年 6月12日  | 01       | Kira kira ∞                             | P.You                 | TAMAKICHI                | TAMAKICHI    | -        | MEG-0106   |
| 22           | 2001年 6月12日  | 02       | 逢いたい…                               | P.You                 | TAMAKICHI                | TAMAKICHI    | -        | MEG-0106   |
| 23           | 2004年 12月17日 | 01       | Eve                                     | 山梨鐐平              | 山梨鐐平                 | H.Conischi   | -        | CTR-04011  |
| 24           | 2007年 3月15日  | 01       | こっちを向いて                          | 松宮恭子              | 菅井えり                 | 菅井えり     | -        | CTR-07022  |
| 24           | 2007年 3月15日  | 02       | 猫は見ていた（Brand-new Vocal Version） | 荒木真樹彦            | 荒木真樹彦               | 荒木真樹彦   | -        | CTR-07022  |
| 25           | 2008年 12月17日 | 01       | 東京タワー                              | 326                   | 岡田実音                 | 高島智明     | -        | VICL-36483 |
| 25           | 2008年 12月17日 | 02       | Eve                                     | 山梨鐐平              | 山梨鐐平                 | H.Conischi   | -        | VICL-36483 |
| 25           | 2008年 12月17日 | 03       | 太陽は夜も燃える                        | 山梨鐐平              | 山梨鐐平                 | 山梨鐐平     | -        | VICL-36483 |
| 26           | 2010年 6月2日   | 01       | My Friend! 〜旅に出よう〜               | 田村キョウコ          | 御供信弘                 | 御供信弘     | -        | CTR-10040  |
| 27           | 2013年 6月26日  | 01       | 生まれる前から恋してた                  | 及川眠子              | 小坂明子                 | 小坂明子     | -        | DDCZ-1884  |
| 27           | 2013年 6月26日  | 02       | 碧の奇跡                                | 及川眠子              | 鈴木雄大                 | 坂本洋       | -        | DDCZ-1884  |
| 28           | 2015年 8月19日  | 01       | へっちゃら平気の平八郎                  | 箭内道彦              | 山梨鐐平                 | 高島智明     | -        | CTR-15081  |
| 28           | 2015年 8月19日  | 02       | 笑顔の花                                | ma-saya               | 武藤良明                 | 武藤良明     | -        | CTR-15081  |
| 28           | 2015年 8月19日  | 03       | 金木犀の香る頃                          | 小林和子              | 漆戸啓                   | 鈴木ヤスヨシ | -        | CTR-15081  |

### オリジナル・アルバム
- 9.「Truth」（2003年10月25日／CTR-03001） ※ミニ・アルバム
- 10.「海の記憶」（2004年10月25日／CTR-04006） ※ミニ・アルバム
- 11.「Mako Revival」（2005年4月27日／CTR-05013） ※セルフカバー・アルバム
- 12.「Mirai」（2006年1月31日／CTR-06016）
- 13.「Love Merry go round」（2008年8月20日／CTR-08028）
- 14.「Life is beautiful」（2010年8月1日／CTR-10041）
- 15.「しあわせのレシピ」（2013年6月26日／CTR-13055）

### ライヴ・アルバム
1. MAKO LIVE I（1979年6月5日、ビクター、SJX-20133）
2. BYE BYE MAKO LIVE 〜8月の太陽より燃えて〜（1981年10月5日、ビクター、SJX-30097）
  - 1981年8月30日、東京渋谷公会堂にて収録
3. 石野真子さよなら公演完全収録LIVE（1983年3月5日、ビクター、SJV-5081〜83）

### ベスト・アルバム
- 石野真子ベストヒットアルバム（1979年3月5日、ビクター、GX-45）
- MY COLLECTION（1979年12月1日、ビクター、GX-47）
- MY COLLECTION II（1980年11月5日、ビクター、SJX-30027）
- MAKO PACK（1981年8月21日、ビクター、SJX-8094〜96）
- スペシャル・セレクション（1985年11月5日、ビクター、VDR-1100)
- 石野真子 全曲集（1987年11月1日、ビクター、VDR-1451)
- Best Collection（1978－1987年）（1989年11月1日、ビクター、VDRY-25012）（1990年11月7日、VICL-5036）（1991年11月7日、VICL-5107）（1993年12月1日、VICL-5237）（1995年10月27日、VICL-5286　※本作のみ高音質20bit・K2マスタリング）（1999年8月4日、VICL-41060）（2004年9月22日、VICL-41108）（2005年6月30日、VAL-23）（2005年9月22日、VICL-41239)
- Best of Best（1994年6月25日、ビクター、VICT-15005）
- GOLDEN☆BEST 石野真子（2007年9月21日、ビクター、VICL-62554（SHM-CD版　2015年2月18日、VICL-70150））
- GOLDEN☆BEST deluxe 石野真子（2010年8月18日、ビクター、VICL-63652〜53（SHM-CD版　2015年4月22日、VICL-70156～57））
- スーパー・ベスト（2013年8月23日、ビクター、NCS-10022)
- ゴールデン☆アイドル 石野真子（2014年8月27日、ビクター、VICL-70123〜24）
- 40th Anniversary Special〜オールタイム・ベストアルバム （2018年6月27日、ビクター、VICL-65018）
  - 初回限定盤：MAKO PACK [40th Anniversary Special] ～オールタイム・ベストアルバム （2018年6月27日、ビクター、VIZL-1391）

### CD-BOX
- Mako Pack -Premium-［30th Anniversary Special Edition］（2008年3月26日、ビクター、VIZL-273）
- 石野真子 オリジナル・アルバム・コレクション 30th Anniversary Special BOX（2008年8月20日、ビクター、VIZL-291）

### タイアップ曲
| 年     | 楽曲                   | タイアップ                           |
| ------ | ---------------------- | ------------------------------------ |
| 1987年 | 空にカンバス           | TBS系テレビドラマ「娘たちよ」主題歌  |
| 2007年 | こっちを向いて         | NHKの音楽番組「みんなのうた」挿入歌  |
| 2008年 | 東京タワー             | 東京タワー開業50周年・公式応援ソング |
| 2015年 | へっちゃら平気の平八郎 | NHKの音楽番組「みんなのうた」挿入歌  |

## 映像作品
- 風のファンタジー（1980年代にビデオで発売されたものを2008年DVD化）
- SINGACT 2009 PAN・DORA 〜真子の反抗期〜（2010年5月発売）
- 「石野真子 LIVE & DOCUMENT 2009 at 品川教会 グローリアチャペル〜 MY HAPPY GUITAR 〜（2010年12月発売）
- 石野真子 Band Tour 2010 Life Is Beautiful〜29年ぶり素顔の全国ツアー（2010年12月発売）

## 出演

### 映画
- 九月の空（1978年、監督：山根成之） - 松山小夜子
- 居酒屋兆治（1983年、監督：降旗康男） - 相場多佳
- 石野真子自由放送（1984年、監督：竹内道夫） - 主演
- あっこちゃんの日記（1985年、監督：山田典吾）
- ハチ公物語（1987年、監督：神山征二郎） - 上野千鶴子
- マリリンに逢いたい（1988年、監督：すずきじゅんいち） - モデル
- 千羽づる（1989年、監督：神山征二郎） - 大関京子
- ふうせん（1990年、監督：井上眞介） - 女客A
- あさってDANCE（1991年、監督：磯山一路） - 霜村雅味
- 遠き落日（1992年、監督：神山征二郎） - 二瓶シズ
- 月光の夏（1993年、監督：神山征二郎） - 石田りえ
- セピア色の風景（2000年、人権・同和教育映画/共和教育映画社、監督：原田隆司） - 美佐
- ピンポン（2002年、監督：曽利文彦） - 選手Aの母
- 恋に唄えば♪（2002年、監督：金子修介） - 家政婦
- 伝説のやくざ 最後の博徒 修羅の章（2003年、監督：辻裕之）
- 伝説のやくざ 最後の博徒 残侠の章（2003年、監督：辻裕之）
- 解夏（2004年、監督：磯村一路） - 高野玲子
- 特捜戦隊デカレンジャー THE MOVIE フルブラスト・アクション（2004年、監督：渡辺勝也） - 白鳥スワン
- 恋する日曜日（2006年、監督：廣木隆一） - 横森秀子
- バックダンサーズ!（2006年、監督：永山耕三） - 佐伯なおみ
- ぼくたちと駐在さんの700日戦争（2007年、監督：塚本連平） - たみ子
- 花より男子F（2008年、監督：石井康晴） - 牧野千恵子
- にがくてあまい（2016年） - 江田操
- グッバイエレジー（2017年、監督：三村順一） - 井川和代
- 親のお金は誰のもの 法定相続人（2023年、監督：田中光敏） - 大亀満代[66]
- 家出レスラー（2024年5月17日、監督 : ヨリコジュン）[67]
- 特捜戦隊デカレンジャー 20th ファイヤーボール・ブースター　(2024年6月、監督：渡辺勝也) - 白鳥スワン
- 女神降臨（監督：星野和成） - 谷川真奈 役[68]
  - 女神降臨 Before 高校デビュー編（2025年3月20日）
  - 女神降臨 After プロポーズ編（2025年5月1日）

### テレビドラマ
- 熱愛一家・LOVE 全26話（1979年2月14日 - 8月8日、TBS） - 石本みどり 役
- なさけ坂旅館 一日三食人情つき 全28話（1980年3月21日 - 9月26日、テレビ朝日） - みどり
- 竹とんぼ（1980年、日本テレビ）
- 東芝日曜劇場 （TBS）
  - 「およめちゃん」シリーズ（1980年 - 1981年）
  - 「ねえちゃんの夏」（1983年）
  - 「二人だけの結婚式」（1983年）
  - 「恋人・やめません?」（1983年）
  - 「したたか夫婦学」シリーズ（1984年 - 1986年）
  - 「おそすぎますか?」（1984年）
  - 「空、晴れました」（1985年）
  - 「結婚式に出席しません」（1989年）
- 花咲け花子 第2シリーズ（1983年 - 1984年、日本テレビ）
- 胸さわぐ苺たち（1983年10月13日 - 1984年1月12日、TBS） - 恵
- 大奥 第46話「女盗賊の冒険」（1984年、関西テレビ） - お甲 役
- 大岡越前 第8部 第4話「万病治した娘の真心」（1984年8月6日、TBS / C.A.L） - おしの 役
- 瑠璃色ゼネレーション 第6話 - 第8話（1984年、日本テレビ）
- 年上の女（1984年、TBS）
- 男の家庭科（1985年1月10日 - 3月24日、フジテレビ） - 道代
- のン姉ちゃん・200W（1985年4月13日 - 7月28日、日本テレビ） - 秋葉清美 役
- 家族ジャングル（1985年7月12日 - 9月27日、日本テレビ） - 塚田真紀 役
- 翔んでる警視（1986年1月2日、TBS） - カメオ出演。
- 大河ドラマ（NHK総合）
  - いのち（1986年） - 高原（中川）佐智 役
  - 春日局 第48回（1989年12月3日） - 志乃 役
  - 軍師官兵衛 第34回 - 第4回（2014年8月24日 - 11月30日） - マグダレナ 役
  - 光る君へ 第3回 - 第44回（2024年1月21日 - 11月17日） - 藤原穆子 役[69]
- 木曜ドラマストリート「花嫁の賭け」（1986年7月17日、フジテレビ） - 北村裕子 役[70]
- あまえないでヨ!（1987年1月15日 - 3月26日、フジテレビ） - 星野教授の助手（自称愛人）
- 木曜ゴールデンドラマ（よみうりテレビ・NNN）
  - 不安なり（1987年3月19日）
  - 母娘 愛あればこそ（1989年3月23日） - 富永友美 役
  - 最後の張り込み（1991年9月19日） - 北島留美子 役
- ドラマ女の手記「近所いじめの恐怖!!」（1987年3月23日、テレビ東京）
- 娘たちよ（1987年、CBC・JNN）
- 季節はずれの海岸物語（1988年1月1日、フジテレビ） - 真澄
- 君の瞳をタイホする!（1988年1月4日 - 3月21日、フジテレビ） - 須崎綾子 役
- ママの色鉛筆（1988年6月27日 - 8月12日、TBS） - 主演
- ハッピーバースデー殺人事件（1988年、フジテレビ）
- 君の瞳に恋してる!（1989年1月16日 - 3月20日、フジテレビ） - 森田アキコ 役
- 月曜・女のサスペンス 「殺意の風景 -砂色の迷宮-」（1989年6月19日、テレビ東京） - 主演
- 火曜スーパーワイド「三毛猫ホームズの結婚披露宴」（1989年9月26日、テレビ朝日） - 小坂ヒロ子 役
- 過ぎし日のセレナーデ（1989年10月19日 - 1990年3月24日、フジテレビ） - 榊千恵 役
- 月曜ドラマスペシャル（TBS）
  - 社長さんは脱獄囚（1989年12月）
  - 戸隠伝説殺人事件（1995年2月27日） - 竹村陽子 役
  - 「一色京太郎事件ノート5 京都花街連続殺人事件」（1997年6月23日） - 結城頼子 役
  - 「早乙女千春の添乗報告書6」（1998年4月6日） - 櫟里美 役
  - 「名探偵キャサリン5 胡蝶蘭殺人事件」（1998年6月1日） - 田中愛子 役
  - 「検視官江夏冬子5 京都慕い雛殺人事件」（2000年3月6日） - 柴田夏紀 役
  - 雨に眠れ（2000年5月29日） - 宇田川千鶴 役
- 世界で一番君が好き!（1990年1月8日 - 3月26日、フジテレビ） - 佐伯恵 役
- 世にも奇妙な物語（フジテレビ）
  - 「禁じられた遊び」（1990年） - 谷沢良子 役
  - 「夢を買う男」（1991年） - 渡辺篤子 役
- さすらい刑事旅情編III 第3話「子供を救った美人看護婦の犯罪」（1990年10月24日、テレビ朝日）
- 代表取締役刑事 第35話（1991年7月7日、テレビ朝日）
- 不思議サスペンス「秘密箱からくり箱・殺した女」（1991年8月、関西テレビ・東映）
- 離婚パーティー（1993年5月24日 - 7月16日、TBS） - 主演・さわ子
- if もしも 第14話「両親が離婚したらパパをとるか?ママをとるか?」（1993年8月19日、フジテレビ）
- なんだか人が恋しくて（1994年3月19日、NHK総合） - 知代
- 牟田刑事官事件ファイル 第20作「狙われた婚約者」（1995年1月26日、テレビ朝日） - 秋村美佐 役
- 金田一少年の事件簿 第1シリーズ 第5話「首吊り学園殺人事件」（1995年8月19日、日本テレビ） - 小野弓子 役
- 火曜サスペンス劇場（日本テレビ）
  - 「女検事・霞夕子 俯く女」（1996年4月2日） - 助川志麻子 役
  - 「ひとことの罪」（1999年9月14日） - 秋津美佐江 役
  - 「検事霞夕子 知らなかった」（2000年2月1日） - 工藤三鈴 役
  - 「警部補 佃次郎⑩ つぐない」（2000年5月30日） - 稲沢武子 役
  - 「身辺警護6」（2000年11月14日） - 石川純子 役
  - 「弁護士・高林鮎子29」（2001年） - 深田美子 役
  - 「京都金沢わらべ唄殺人事件」（2002年） - 尾形美津代 役
  - 「どうぞ安らかに3」（2003年8月12日） - 加藤清美 役
  - 「箱根湯河原温泉交番 義経の涙」（2003年） - 平泉友美 役
- ドラマ新銀河（NHK総合）
  - たにんどんぶり（1996年） - 康平の母 役
- はみだし刑事情熱系 第2シリーズ 第14話「涙の婚約破棄! 殺人犯に狙われつづけた女」（1997年1月21日、テレビ朝日） - 神田春子 役
- 高橋英樹の船長シリーズ 第9作「愛と死の殺人海流」（1997年1月27日、テレビ朝日） - 松崎道代 役
- 39歳の秋（1998年8月31日 - 10月23日、TBS） - 長谷川美也子 役
- 暴れん坊将軍IX 第5話「熱くてたまらない! 将軍に惚れた若後家」（1998年12月5日、テレビ朝日） - お春 役
- はぐれ刑事純情派（テレビ朝日）
  - 第12シリーズ 第7話「結婚3日前の殺意!? 愛を破棄された女!」（1999年5月12日） - 水原佐和子 役
  - 第13シリーズ 第21話「真夜中の連続殺人! 頭にくる女!?」（2000年8月23日） - 森本千佳 役
  - 第15シリーズ 第13話「死を呼ぶ鬼ごっこ! 川辺課長が殺人!?」（2002年6月26日） - 菊池久子 役
- 渡る世間は鬼ばかり（1999年、TBS） - 秋葉時枝 役
- ルーキー!（2001年4月10日 - 6月26日、関西テレビ制作・フジテレビ） - 川村美佐江 役
- 松本清張特別企画・影の車（2001年2月19日、TBS） - 浜島の母 役
- 女と愛とミステリー（テレビ東京） 
  - 脅迫者 平凡な下町主婦を襲う恐怖（2001年10月） - 五十嵐しず江 役
  - 私はやってない!痴漢えん罪殺人連鎖（2002年） - 三沢玲子 役
  - 捜査検事・近松茂道1（2002年） - 堀田真由美 役
  - 伊豆・金沢犀賀焼殺人事件（2003年7月） - 相良涼子 役
- TRICK2 第10話・最終話（2002年3月15日・22日、テレビ朝日） - 小松純子 役
- 三匹が斬る! 第3話「対決!三匹VS女三匹 旅芝居!!美人姉妹の裏稼業」（2002年、ANB） - おりん 役
- ライオン先生 第4話（2003年11月3日、読売テレビ） - 広瀬晶子 役
- 怪談新耳袋 第19話「覆水」（2004年2月、BS-i）
- 特捜戦隊デカレンジャー（2004年2月15日 - 2005年2月6日、テレビ朝日） - 白鳥スワン / デカスワン 役[71]
- 連続テレビ小説（NHK総合）
  - 天花（2004年） - 鈴木亜希子 役
  - ウェルかめ 第16週・第18週・第22週（2009年9月28日 - 2010年3月27日） - 山田弘子 役
- H2〜君といた日々（2005年1月13日 - 3月24日、TBS） - 国見信子 役
- ドラゴン桜（2005年7月8日 - 9月16日、TBS） - 矢島節子 役
- 花より男子（2005年10月21日 - 12月16日、TBS） - 牧野千恵子 役
  - 花より男子2 リターンズ（2007年1月5日 - 3月16日、TBS） - 牧野千恵子 役
- 恋する日曜日 セカンドシリーズ 第20話 -第22話「君が僕を知ってる」（2005年8月14日 - 28日、BS-i） - 横森秀子 役
- 京都地検の女 第3シリーズ 第7話「姉妹のような母娘…危険な三角関係の罠」（2006年6月4日、テレビ朝日） - 富田純子 役
- PS羅生門 第2話「30年間逃げた女…下町食堂の笑う死体」（2006年7月12日、テレビ朝日） - 水沢エリ子 役
- ケータイ刑事 銭形雷 2ndシリーズ 第3話「瞬間移動した死体 〜元人気女優誘拐事件〜」（2006年7月15日、BS-i） - 若尾早子 役
- いい女（2006年10月30日 - 12月15日、TBS） - 主演・中村詩織  役
- たった一度の雪 〜SAPPORO・1972年〜（2007年2月25日、HBC製作、TBS） - 下村幸江 役
- 4姉妹探偵団 第7話（2008年2月29日、テレビ朝日） - 米原里美 役
- 打撃天使ルリ（2008年7月25日 - 9月5日、テレビ朝日） - 小峰咲子 役
- Room Of King（2008年10月4日 - 11月29日、フジテレビ） - 藤城和江 役
- メイちゃんの執事（2009年1月13日 - 3月17日、フジテレビ） - 仲本秋子 役
- メイド刑事 第1話「狙われた京都セレブ夫人を救え!」（2009年6月26日、テレビ朝日系） - 定子
- 古代少女ドグちゃん 第8話（2009年11月25日、毎日放送） - 宍戸美枝子 役
- 椿山課長の七日間（2009年12月19日、テレビ朝日） - 根岸真帆 役
- 蛇のひと（2010年3月7日、WOWOW） - 伊東牧子 役
- 税務調査官・窓際太郎の事件簿 第20作（2010年3月22日、TBS） - 島袋博子 役
- プロゴルファー花（2010年4月4日 - 7月8日、読売テレビ制作・日本テレビ） - 野宮加奈子 役
- 遺品の声を聴く男2（2010年9月18日、朝日放送） - 阿久津玲子 役
- 相棒（テレビ朝日 / 東映）
  - Season9 第10話「聖戦」（2011年1月1日） - 江上恵理子 役
  - season13 第15話「鮎川教授最後の授業」、第16話「鮎川教授最後の授業・解決篇」 （2015年2月11日、18日） - 御堂黎子 役
- 熱中時代（2011年4月9日、日本テレビ） - 金森杏子 役
- おみやさん 第8シリーズ 第5話（2011年5月26日、テレビ朝日 / 東映） - 織部奈津子 役
- 陽はまた昇る（2011年7月21日 - 9月15日、テレビ朝日） - 田中里美 役
- ランナウェイ〜愛する君のために（2011年7月27日 - 9月22日、TBS） - 佐々岡千代子 役
- やさしい花（2011年9月16日、NHK大阪） - 主演・木原友子 役（谷村美月とW主演）
- 家族八景 Nanase,Telepathy Girl's Ballad 第6話「日曜画家」（2012年2月23日、毎日放送） - 竹村登志 役
- 積木くずし 最終章（2012年11月23日・24日、フジテレビ） - 椎名祥子 役
- 地域ドラマ 石坂線物語 第2作 豆腐の味（2012年12月7日、NHK大津; 2014年2月16日、NHK総合で全国放送） - 柏崎
- 鈴木先生の結婚報告〜待望の休暇も心の汗が止まらないッ!〜（2013年1月1日、テレビ東京） - 秦珠子 役
- ガリレオXX 内海薫最後の事件 愚弄ぶ（2013年6月22日、フジテレビ） - 当摩
- 縁側刑事・下町育ち頑固一徹な元刑事と新米警官の孫娘?（2013年9月2日、TBS） - 野々村千恵 役
- ダンダリン 労働基準監督官（2013年10月2日 - 12月11日、日本テレビ） - 南三条恭子 役
- お父さんは高校生（2014年3月16日、NHK BSプレミアム） - 杉尾美智子（杉尾の妻） 役
- 匿名探偵 第2シリーズ 第1話（2014年7月4日、テレビ朝日） - 村木美里 役
- 獣医さん、事件ですよ 第10話（2014年9月4日、読売テレビ） - 水沢塔子 役
- ボーダーライン（2014年10月4日 - 11月11日、NHK総合） - 川端育恵 役
- Dr.ナースエイド（2014年11月7日、日本テレビ） - 長嶋笑 役
- 徒歩7分（2015年1月6日 - 2月24日、NHK BSプレミアム） - 長井
- 土曜ワイド劇場「京都美食タクシー殺人レシピ」（2015年6月13日、テレビ朝日） - 浅野美和子 役
- 水曜ミステリー9「特命おばさん検事! 花村絢乃の事件ファイル4」（2015年8月5日、テレビ東京） - 成宮信子 役
- 名古屋行き最終列車 第4弾第3夜（2016年2月4日、メ～テレ）、第6弾第9話（2018年3月13日、メ～テレ）、第8弾第2話（2020年1月29日、メ～テレ） - 池谷小夜子 役
- 月曜ゴールデン 浅見光彦シリーズ35・風のなかの櫻香（2016年3月28日、TBS） - 七原聖子 役
- 嫌な女 第5話 - 最終回（2016年4月3日 - 4月10日、NHK BSプレミアム） - 栗山純子 役
- お迎えデス。（2016年4月23日 - 6月18日、日本テレビ） - 堤由美子 役[72]
- 女たちの特捜最前線 第4話（2016年8月11日、テレビ朝日） - 牧村登志子 役
- 突然ですが、明日結婚します（2017年1月23日 - 3月20日、フジテレビ） - 高梨典子 役
- スーパーサラリーマン左江内氏 第9話（2017年3月11日、日本テレビ） - フジコ建設社長夫人
- ボク、運命の人です。（2017年4月15日 - 6月17日、日本テレビ） - 湖月善江 役
- ファイナルファンタジーXIV 光のお父さん（2017年4月17日 - 5月29日、MBS / 4月19日 - 5月31日、TBS） - 稲葉貴美子 役
- 定年女子（2017年7月9日 - 8月27日、NHK BSプレミアム） - 寺内真紀 役
- ハラスメントゲーム（2018年10月15日 - 12月20日、テレビ東京） - 秋津瑛子 役[73]
  - ハラスメントゲーム 秋津VSカトクの女（2020年1月10日）[74][75]
- 約束のステージ 〜時を駆けるふたりの歌〜（2019年2月22日、読売テレビ制作・日本テレビ） - 小沢雪子 役[76]
- 検事・佐方〜裁きを望む〜（2019年12月26日、テレビ朝日） - 芳賀明美 役[77]
- アライブ がん専門医のカルテ 第1話（2020年1月9日、フジテレビ） - 村井恵子 役 [78]
- 恋はつづくよどこまでも 第9話（2020年3月10日、TBS） - 佐倉初江 役
- ＃リモラブ 〜普通の恋は邪道〜 第8話（2020年12月9日、日本テレビ） - 青林典子 役[79]
- 殴り愛、炎（2021年4月2日・9日、テレビ朝日） - 明田良枝 役[80][81]
- 孤独のグルメ Season9 特別編（2021年12月31日、テレビ東京） - ちとせ・女将 役
- 今野敏サスペンス 憐情 警視庁強行犯係・樋口顕（2022年2月7日、テレビ東京） - 岩井美月 役
- いぶり暮らし（2022年4月4日 - 6月27日、BS松竹東急） - 瀬戸美奈子 役[82]
- やんごとなき一族（2022年4月21日 - 6月30日、フジテレビ） - 篠原良恵[83][84]
- パンドラの果実〜科学犯罪捜査ファイル〜 Season1（2022年4月23日 - 6月25日、日本テレビ） - 四宮聡子 役[85]
- 拾われた男 Lost Man Found（2022年6月26日 - 8月28日、NHK BSプレミアム・ディズニープラス） - 松戸きく 役[86]
- リバーサルオーケストラ（2023年1月11日 - 3月15日、日本テレビ）- 常葉康子 役
- 警視庁アウトサイダー 第5話（2023年2月2日、テレビ朝日） - 小浜三代子 役[87]
- 弁護士ソドム 第4話（2023年5月19日、テレビ東京） - 井手口法子 役
- ゼイチョー〜『払えない』にはワケがある〜（2023年10月14日 - 12月23日、日本テレビ） - 越川珠代 役[88]
- 仮想儀礼（2023年12月3日 - 2024年2月11日、NHK BS・BSプレミアム4K）- 山本広江 役[89]
- JKと六法全書 第3話（2024年5月3日、テレビ朝日） - 立花道子 役[90]
- マウンテンドクター（2024年7月8日 - 9月16日、関西テレビ・フジテレビ） - 宮本幸恵 役[91]
- モンスター 第8話（2024年12月2日、関西テレビ・フジテレビ） - 橘清美 役[92]

### 配信ドラマ
- パンドラの果実〜科学犯罪捜査ファイル〜 Season2（2022年6月 - 、Hulu） - 四宮聡子 役[85]
  - パンドラの果実〜科学犯罪捜査ファイル〜 Season3（2024年6月16日 - 7月14日、Hulu）

### オリジナルビデオ
- スーパー戦隊シリーズ
  - 特捜戦隊デカレンジャーVSアバレンジャー（2005年、東映） - 白鳥スワン
  - 魔法戦隊マジレンジャーVSデカレンジャー（2006年、東映） - 白鳥スワン
  - 特捜戦隊デカレンジャー 10 YEARS AFTER（2015年、東映） - 白鳥スワン
  - スペース・スクワッド（2017年、東映） - チーニョ星人・白鳥スワン
  - 特捜戦隊デカレンジャー 20th ファイヤーボール・ブースター（2024年、東映） - 白鳥スワン[93]

### 吹き替え
- パワーレンジャー・S.P.D.（2005年、BVSエンターテイメント） - オープニングナレーション（日本放映は2011年）

### 舞台
- 輪舞（1987年）
- ミュージカル「スクルージ〜クリスマス・キャロル〜」（1995年） - 過去のクリスマスの精霊 / リッチウーマン
- ミュージカル「ヒロイン〜女たちよ タフであれ!〜」（2011年） - ピーチ
- ミュージカル「NEWヒロイン〜女たちよ タフであれ!〜」（2012年） - ピーチ
- ロミオ&ジュリエット（2012年） - キャピュレット夫人
- ナイスガイ in ニューヨーク（2016年）[94] - ミセス・ベーカー 役
- 朗読劇「九十歳。何がめでたい」（2018年）
- きっとこれもリハーサル（2022年）- 主演・太田弘江 役[95]
- 方南ぐみ企画公演 朗読劇「青空」（2025年）[96]

### 情報・バラエティ・歌番組
- 24時間テレビ 「愛は地球を救う」（日本テレビ） - 1979年チャリティーパーナリティ
- レッツゴーヤング（NHK総合） - 1980年度司会
- うちのひと がっこうのひと（NHK教育） - テーマ曲を担当[97]。
- ドラフトクイズ（東京12チャンネル）
- スター誕生!（1981年4月12日 - 9月6日放送分、日本テレビ） - 坂本九と司会
- 歌のトップテン（日本テレビ） - 徳光和夫とコンビで初代の司会
- それゆけ!マーシー（毎日放送）
- QVC - 石野がプロデュースしているブランド「makorela（マコリラ）コレクション」 が取り扱われる際には不定期ながら出演。自ら解説やモデルを務める
- 噂の現場直行ドキュメン ガンミ!!（2013年 - 2015年、TBS） - ナレーター

### ラジオ
- 今日は一日“なつかしのアイドル”三昧 2009・夏　第1部（2009年8月15日、NHK-FM）[98]
- ジェミニ・ミュージックパートナー～真子のワンダーランド～（1979年10月13日 - 1981年4月4日、TBSラジオ）
- 真子と裕のスマッシュ・ルンルン → ザ・リクエストパレード～真子と裕のハッスルペアマッチ～（ - 1981年4月3日、ニッポン放送） - 水島裕と共演
- 石野真子 大人のHappy Day（2013年5月5日 - 2013年12月27日、FM FUJI）

ラジオドラマ
- FMシアター 「ゴー！ベイビー・ゴー」（1986年7月19日、NHK-FM）
- 夢のひととき 「グリム幻想：女たちの10の伝説」（1986年12月15日 - 26日、FM東京）
- FMシアター 「真夜中のパーティーライン」（1993年1月9日、NHK-FM） - ヒロコ 役[99]
- FMシアター 「春にさまよい」（1998年4月4日、NHK-FM）[100]
- ラジオシアター〜文学の扉 「月とあざらし」（2015年8月16日、TBSラジオ）
- ラジオシアター〜文学の扉 「月夜と眼鏡」（2015年8月23日、TBSラジオ）

### CM
- ライオン「ban16」
- カネボウ アイスキャンデー「BOB」（1980年）
- 池田模範堂 虫除け「ムシペール」（1980年）
- 富士ヨット「富士ヨット学生服」（1980年） - テレビCMのキャッチコピー「伸ーび伸びの丸洗い」!
- 花王「モア（台所用洗剤）」「リンスのいらないメリット」
- サトウ製薬「ユンケルEC」 - いしのようこと姉妹共演
- NTTドコモ「スマートフォン」（2011年） - ひとりと、ひとつ。walk with you「上京」篇
- キスケグループ「天然温泉キスケの湯」（2003年） - 愛媛ローカル

## 受賞歴

### 1978年度
- 日本テレビ音楽祭 優秀新人賞
- 新宿音楽祭 金賞
- 横浜音楽祭 新人賞
- 日本歌謡大賞 放送音楽新人賞
- 日本レコード大賞 新人賞
- ゴールデン・アロー賞 新人賞

### 1979年度
- 日本テレビ音楽祭 金の鳩賞

### 1980年度
- 日本テレビ音楽祭 トップアイドル賞

## NHK紅白歌合戦出場歴
| 年度/放送回               | 回 | 曲目               | 出演順 | 対戦相手 |
| ------------------------- | -- | ------------------ | ------ | -------- |
| 1979年（昭和54年）/第30回 | 初 | ジュリーがライバル | 01/23  | 郷ひろみ |
| 1980年（昭和55年）/第31回 | 2  | ハートで勝負       | 03/23  | 野口五郎 |

注意点
- 出演順は「出演順/出場者数」で表す。